# AIK Fotbolls säsong 2000
Säsongen 2000 slutade AIK Fotboll på tredje plats i Allsvenskan. Man spelade även final i Svenska cupen mot Örgryte IS, och fick stryk med 1-2 totalt över två matcher.

## Tabell
|    |                    | S  | V  | O  | F  | GM | IM | MS  | P  |
| -- | ------------------ | -- | -- | -- | -- | -- | -- | --- | -- |
| 1  | Halmstads BK       | 26 | 16 | 4  | 6  | 47 | 24 | +23 | 52 |
| 2  | Helsingborgs IF    | 26 | 14 | 4  | 8  | 51 | 30 | +21 | 46 |
| 3  | AIK                | 26 | 13 | 6  | 7  | 38 | 30 | +8  | 45 |
| 4  | IFK Göteborg       | 26 | 12 | 8  | 6  | 46 | 33 | +13 | 44 |
| 5  | IF Elfsborg        | 26 | 13 | 4  | 9  | 43 | 37 | +6  | 43 |
| 6  | Trelleborgs FF     | 26 | 10 | 8  | 8  | 30 | 28 | +2  | 38 |
| 7  | Örgryte IS         | 26 | 11 | 4  | 11 | 32 | 32 | +0  | 37 |
| 8  | Hammarby IF        | 26 | 10 | 6  | 10 | 34 | 38 | -4  | 36 |
| 9  | IFK Norrköping     | 26 | 8  | 11 | 7  | 40 | 31 | +9  | 35 |
| 10 | Örebro SK          | 26 | 9  | 6  | 11 | 44 | 40 | +4  | 33 |
| 11 | GIF Sundsvall      | 26 | 7  | 8  | 11 | 34 | 42 | -8  | 29 |
| 12 | BK Häcken          | 26 | 4  | 13 | 9  | 40 | 52 | -12 | 25 |
| 13 | GAIS               | 26 | 4  | 8  | 14 | 26 | 43 | -17 | 20 |
| 14 | Västra Frölunda IF | 26 | 3  | 6  | 17 | 17 | 62 | -45 | 15 |

## Trupp
AIK:s trupp säsongen 2000:
- 1. Mattias Asper, Målvakt
- 2. Mattias Thylander, Försvarare
- 3. Karl Corneliusson, Mittfältare
- 4. Ola Andersson, Mittfältare
- 5. Michael Brundin, Försvarare
- 6. Teddy Lucic, Försvarare
- 7. Nebojsa Novakovic, Anfallare
- 8. Daniel Tjernström, Mittfältare
- 9. Hans Bergh, Mittfältare
- 10. Andreas Andersson, Anfallare
- 11. Martin Åslund, Mittfältare
- 12. Lee Baxter, Målvakt
- 13. Christer Mattiasson, Anfallare
- 14. Thomas Lagerlöf, Försvarare
- 15. David Ljung, Försvarare
- 16. Andreas Alm, Mittfältare
- 17. Pontus Kåmark, Försvarare
- 18. Marcus Bengtsson, Mittfältare
- 19. Daniel Hoch, Anfallare
- 20. Luke Casserly, Försvarare
- 21. Sharbel Touma, Mittfältare
- 22. Benjamin Kibebe, Försvarare
- 23. Niklas Westberg-Andersson, Målvakt
- 24. Stefan Ishizaki, Mittfältare
- 25. Erik Edman, Försvarare
- ??. Daniel Andersson, Målvakt

## Matcher
- Alla resultat från Allsvenskan säsongen 2000